# Gmundeni kerámia

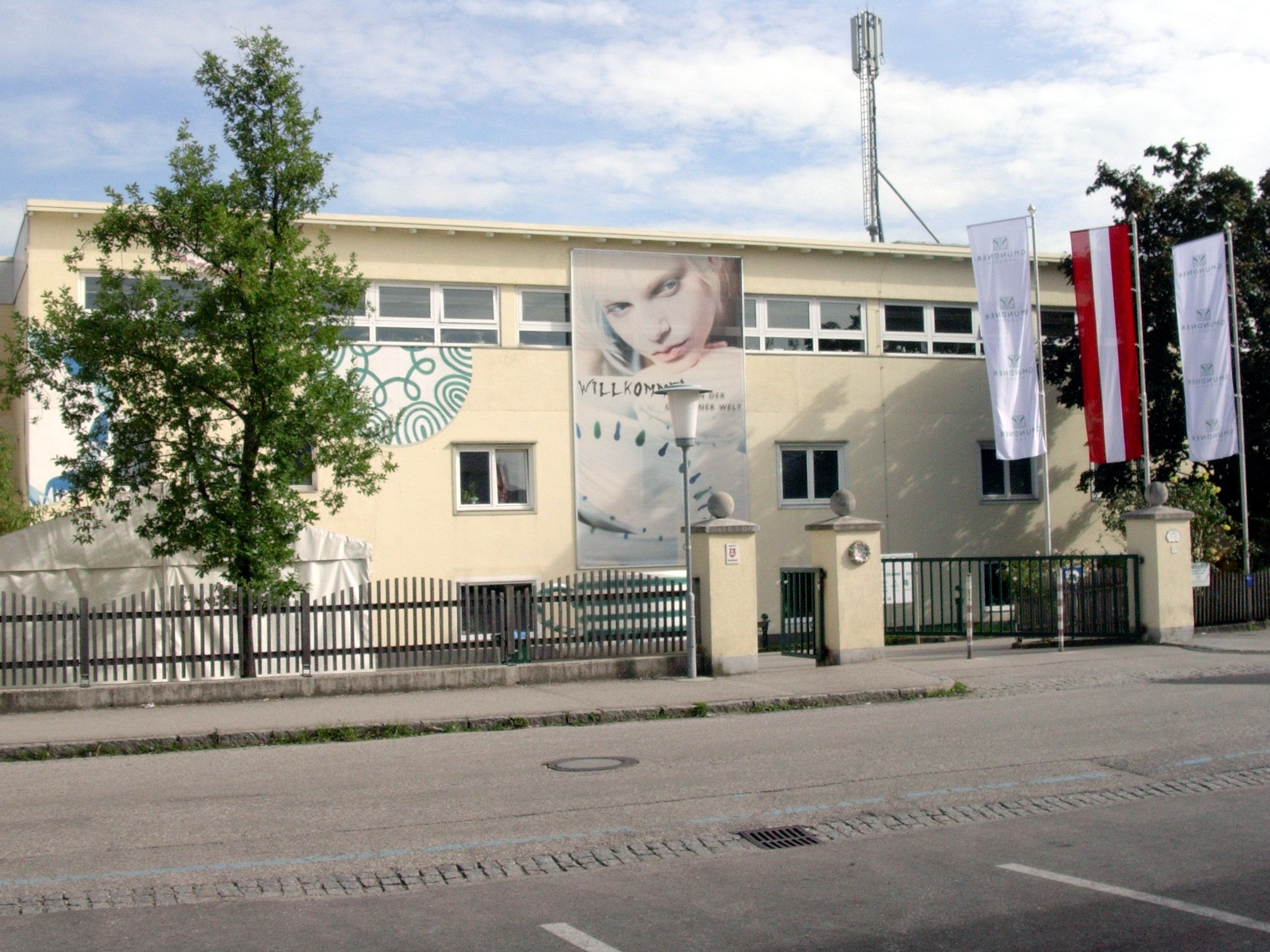
Gmunden, Kerámia üzem

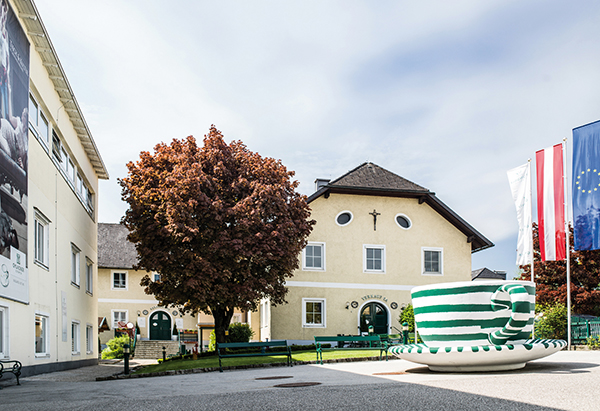
Gmundner Keramik Manufaktura

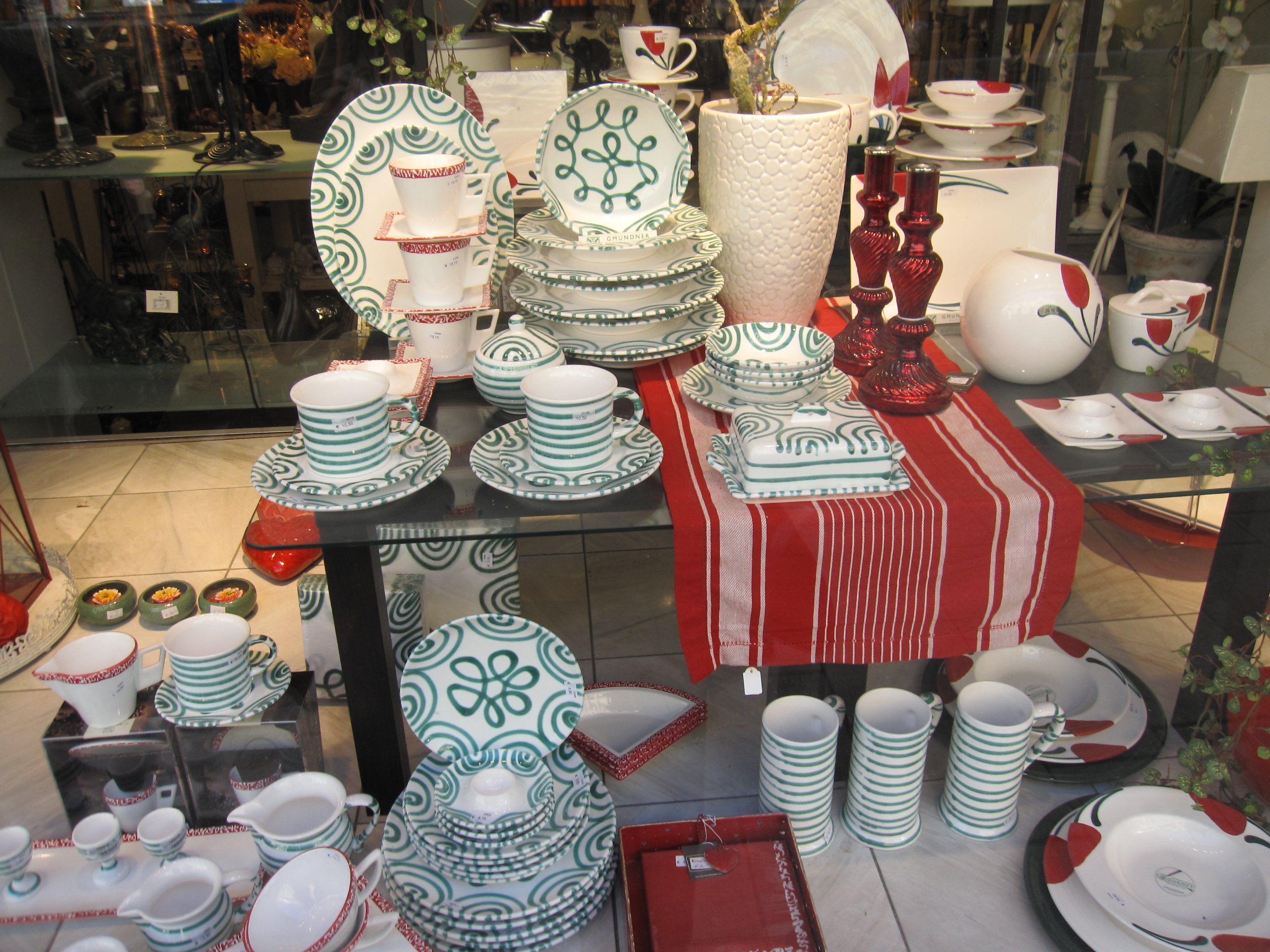

A Gmundeni kerámia híres osztrák kerámiamárka, amely a festett, kézzel készített termékeiről ismert. Jellegzetessége a fehér alapon zöld minta.

## Története
A Gmundeni kerámia manufaktúra, mely ma Ausztria legnagyobb kerámia gyártó üzeme. Nevét a Felső-Ausztriában, a Traun-tó északi partján fekvő Gmundenről kapta. A kerámia jellegzetes zöld díszítőelemeinek és a színének inspirálója a tó és a természet szépségei.
A kerámiakészítés itt a 17. század óta jelen van, már ekkor működött itt, a Traun tó partján kerámiagyár, majd 1903-ban Franz és Emilie Schleiß alapítottak itt kerámia műhelyt. A Gmundner Kerámia Manufaktúrában kézzel alkotják és készítik el a végső terméket, így hasonlóan a Zsolnay-kerámia gyárhoz nincs két egyforma darab.
A ma működő üzem körülbelül 220 főt foglalkoztat, ebből 60 festőnő. A kézzel festett darabokra jellemző, hogy egy festő naponta maximum egy terméket tud kidíszíteni. Az edényeket ma is kézzel állítják elő: mielőtt egy-egy darab kikerül a műhelyből, legalább 60 kézen megy keresztül: formálják, mázzal vonják be, festik, égetik és minden fázist külön ellenőriznek. Ennek következtében egyetlen darab sem hasonlít a másikhoz, minden egyes edény garantáltan egyedi darab. A kerámiák fő motívumai között színes és erőteljes, vallásos motívumok is, ugyanakkor a vidéki táj és a virág is, mint díszítőelemek.
A kerámia legfőbb export piaca ma Németország mellett Svájc, Olaszország, Szlovénia, Franciaország, Japán és az USA.